# Lijst van civil parishes in Suffolk
Dit artikel bevat een lijst van civil parishes in Suffolk.

## Babergh
Acton, Aldham, Alpheton, Arwarton, Assington, Belstead, Bentley, Bildeston, Boxford, Boxted, Brantham, Brent Eleigh, Brettenham, Bures St. Mary, Burstall, Capel St. Mary, Chattisham, Chelmondiston, Chelsworth, Chilton, Cockfield, Copdock and Washbrook, East Bergholt, Edwardstone, Elmsett, Freston, Glemsford, Great Cornard, Great Waldingfield, Groton, Hadleigh, Harkstead, Hartest, Higham, Hintlesham, Hitcham, Holbrook, Holton St. Mary, Kersey, Kettlebaston, Lavenham, Lawshall, Layham, Leavenheath, Lindsey, Little Cornard, Little Waldingfield, Long Melford, Milden, Monks Eleigh, Nayland-with-Wissington, Nedging-with-Naughton, Newton, Pinewood, Polstead, Preston St. Mary, Raydon, Semer, Shelley, Shimpling, Shotley, Somerton, Sproughton, Stanstead, Stoke-by-Nayland, Stratford St. Mary, Stutton, Sudbury, Tattingstone, Thorpe Morieux, Wattisham, Wenham Magna, Wenham Parva, Whatfield, Wherstead, Woolverstone

## Forest Heath
Barton Mills, Beck Row, Holywell Row and Kenny Hill, Brandon, Cavenham, Dalham, Elveden, Eriswell, Exning, Freckenham, Gazeley, Herringswell, Higham, Icklingham, Kentford, Lakenheath, Mildenhall, Moulton, Newmarket, Red Lodge, Santon Downham, Tuddenham, Wangford, Worlington

## Mid Suffolk
Akenham, Ashbocking, Ashfield-cum-Thorpe, Aspall, Athelington, Bacton, Badley, Badwell Ash, Barham, Barking, Battisford, Baylham, Bedfield, Bedingfield, Beyton, Botesdale, Braiseworth, Bramford, Brome and Oakley, Brundish, Burgate, Buxhall, Claydon, Coddenham, Combs, Cotton, Creeting St Mary, Creeting St. Peter (West Creeting), Crowfield, Debenham, Denham, Drinkstone, Elmswell, Eye, Felsham, Finningham, Flowton, Framsden, Fressingfield, Gedding, Gipping, Gislingham, Gosbeck, Great Ashfield, Great Blakenham, Great Bricett, Great Finborough, Harleston, Haughley, Helmingham, Hemingstone, Henley, Hessett, Hinderclay, Horham, Hoxne, Hunston, Kenton, Langham, Laxfield, Little Blakenham, Little Finborough, Mellis, Mendham, Mendlesham, Metfield, Mickfield, Monk Soham, Needham Market, Nettlestead, Norton, Occold, Offton, Old Newton with Dagworth, Onehouse, Palgrave, Pettaugh, Rattlesden, Redgrave, Redlingfield, Rickinghall Inferior, Rickinghall Superior, Ringshall, Rishangles, Shelland, Somersham, Southolt, Stoke Ash, Stonham Aspal, Stonham Earl, Stonham Parva, Stowlangtoft, Stowmarket, Stowupland, Stradbroke, Stuston, Syleham, Tannington, Thorndon, Thornham Magna, Thornham Parva, Thrandeston, Thurston, Thwaite, Tostock, Walsham-le-Willows, Wattisfield, Westhorpe, Wetherden, Wetheringsett-cum-Brockford, Weybread, Whitton, Wickham Skeith, Wilby, Willisham, Wingfield, Winston, Woolpit, Worlingworth, Wortham, Wyverstone, Yaxley

## St. Edmundsbury
Ampton, Bardwell, Barnardiston, Barnham, Barningham, Barrow, Bradfield Combust with Stanningfield, Bradfield St. Clare, Bradfield St. George, Brockley, Bury St Edmunds, Cavendish, Chedburgh, Chevington, Clare, Coney Weston, Cowlinge, Culford, Denham, Denston, Depden, Euston, Fakenham Magna, Flempton, Fornham All Saints, Fornham St Genevieve, Fornham St Martin, Great Barton, Great Bradley, Great Livermere, Great Thurlow, Great Whelnetham, Great Wratting, Hargrave, Haverhill, Hawkedon, Hawstead, Hengrave, Hepworth, Honington, Hopton, Horringer, Hundon, Ickworth, Ingham, Ixworth, Ixworth Thorpe, Kedington, Knettishall, Lackford, Lidgate, Little Bradley, Little Livermere, Little Thurlow, Little Whelnetham, Little Wratting, Market Weston, Nowton, Ousden, Pakenham, Poslingford, Rede, Risby, Rushbrooke with Rougham, Sapiston, Stansfield, Stanton, Stoke-by-Clare, Stradishall, The Saxhams, Thelnetham, Timworth, Troston, West Stow, Westley, Whepstead, Wickhambrook, Withersfield, Wixoe, Wordwell

## Suffolk Coastal
Aldeburgh, Alderton, Aldringham cum Thorpe, Badingham, Bawdsey, Benhall, Blaxhall, Blythburgh, Boulge, Boyton, Bramfield, Brandeston, Bredfield, Brightwell, Bromeswell, Bruisyard, Bucklesham, Burgh, Butley, Campsey Ash, Capel St. Andrew, Charsfield, Chediston, Chillesford, Clopton, Cookley, Cransford, Cratfield, Cretingham, Culpho, Dallinghoo, Darsham, Debach, Dennington, Dunwich, Earl Soham, Easton, Eyke, Falkenham, Farnham, Felixstowe, Foxhall, Framlingham, Friston, Gedgrave, Great Bealings, Great Glemham, Grundisburgh, Hacheston, Hasketon, Hemley, Heveningham, Hollesley, Hoo, Huntingfield, Iken, Kelsale cum Carlton, Kesgrave, Kettleburgh, Kirton, Knodishall, Leiston, Letheringham, Levington, Linstead Magna, Linstead Parva, Little Bealings, Little Glemham, Marlesford, Martlesham, Melton, Middleton, Monewden, Nacton, Newbourne, Orford, Otley, Parham, Peasenhall, Pettistree, Playford, Purdis Farm, Ramsholt, Rendham, Rendlesham, Rushmere St. Andrew, Saxmundham, Saxtead, Shottisham, Sibton, Snape, Sternfield, Stratford St. Andrew, Stratton Hall, Sudbourne, Sutton, Swefling, Swilland, Theberton, Thorington, Trimley St. Martin, Trimley St. Mary, Tuddenham St. Martin, Tunstall, Ubbeston, Ufford, Walberswick, Waldringfield, Walpole, Wantisden, Wenhaston with Mells Hamlet, Westerfield, Westleton, Wickham Market, Witnesham, Woodbridge, Yoxford

## Waveney
All Saints and St. Nicholas, South Elmham, Barnby, Barsham, Beccles, Benacre, Blundeston, Blyford, Brampton with Stoven, Bungay, Carlton Colville, Corton, Covehithe, Ellough, Flixton (Lothingland), Flixton (The Saints), Frostenden, Gisleham, Halesworth, Henstead with Hulver Street, Holton, Kessingland, Lound, Mettingham, Mutford, North Cove, Oulton, Redisham, Reydon, Ringsfield, Rumburgh, Rushmere, Shadingfield, Shipmeadow, Somerleyton, Ashby and Herringfleet, Sotherton, Sotterley, South Cove, Southwold, Spexhall, St. Andrew, Ilketshall, St. Cross, South Elmham, St. James, South Elmham, St. John, Ilketshall, St. Lawrence, Ilketshall, St. Margaret, Ilketshall, St. Margaret, South Elmham, St. Mary, South Elmham (Homersfield), St. Michael, South Elmham, St. Peter, South Elmham, Uggeshall, Wangford with Henham, Westhall, Weston, Willingham St Mary, Wissett, Worlingham, Wrentham